# Mako (La leggenda di Korra)
Mako (馬高T, Mǎ GāoP) è un personaggio immaginario e uno dei protagonisti della serie animata statunitense La leggenda di Korra, creato da Michael Dante DiMartino e Bryan Konietzko.
È doppiato da David Faustino. Essendo un dominatore del fuoco, Mako è in grado di creare e manipolare l'elemento classico del fuoco. Mako ha anche la capacità di generare e reindirizzare i fulmini. Il personaggio è stato chiamato in onore di Mako Iwamatsu che ha doppiato Iroh, uno dei personaggi principali di supporto della serie Avatar - La leggenda di Aang.

## Concezione e sviluppo
Mako, insieme a suo fratello Bolin, sono stati progettati da Ryu Ki-Hyun. Mako ha subito una serie di modifiche al design. Joaquim Dos Santos inizialmente voleva che entrambi i personaggi avessero il naso forte, tuttavia l'idea venne bocciata. È stato deciso che, come fratello minore, il personaggio di Bolin avrebbe una visione un po' semplicistica e ingenua del mondo, mentre il personaggio di Mako come fratello maggiore sarebbe stato più riservato, pensieroso e serio.
Mako e Bolin vivono a Città della Repubblica, una "metropoli moderna" nella Repubblica delle Nazioni Unite. Secondo i creatori, la Repubblica Unita fu fondata da Aang e Zuko dopo la guerra dei cent'anni come luogo in cui dominatori e non dominatori di tutte e quattro le nazioni potevano vivere in armonia. Mako e Bolin sono stati creati in parte per evidenziare i radicali cambiamenti avvenuti nei settanta anni dalla fine della guerra, in particolare la diversità etnica e la fusione delle culture delle varie nazioni nella Repubblica Unita. Mako e Bolin sono i figli di un padre del Regno della Terra e una madre della Nazione del Fuoco. A causa delle eredità dei loro genitori, Mako è un dominatore del fuoco e Bolin è un dominatore della terra.
L'insegnamento di Toza a Mako sul dominio sportivo e Mako che apprende le tecniche di generazione del fulmine sono stati tagliati dalla serie per risparmiare tempo. Durante la produzione della seconda stagione, in cui Mako diventa un detective a Città della Repubblica, il design per la sua uniforme poliziesca ha attraversato diversi concept prima che venisse realizzato quello finale, con la sua tipica sciarpa rossa infilata nella giacca. Bryan Konietzko ha preso la decisione di rimuoverlo. Sebbene Joaquim Dos Santos fosse inizialmente favorevole alla realizzazione della sciarpa, ha lasciato aperta l'idea che un agente di polizia che ha una sciarpa mentre è al lavoro sarebbe "strano".
Tra i membri principali del Team Avatar de La leggenda di Korra, Mako è stato l'unico a rimanere single alla fine della serie. Originariamente era destinato a diventare romanticamente coinvolto con la figlia della Signora del Fuoco Izumi durante la quarta stagione, ma l'idea fu scartata perché gli scrittori sentivano che c'erano troppi personaggi nella stagione.

### Doppiaggio
Mako è doppiato da David Faustino. Faustino riteneva che l'amore di Mako per Asami fosse diverso dall'amore che aveva per Korra, definendolo "molto più profondo". Faustino sosteneva che la relazione romantica tra Mako e Korra si sarebbe ristabilita durante la quarta stagione.

## Apparizioni

### Fumetti
Nella prima parte di Turf Wars, Mako è ora un ufficiale di polizia nella task force del capo Lin Beifong, con Bolin che funge da suo partner temporaneo. Dopo aver fermato una rissa tra la Triade del Triplo Terrore e un'altra gang, Mako e Bolin arrestano Ping sei dita e Mako costringe Ping a rivelare il nome del nuovo leader della Triade del Triplo Terrore. Mako e Bolin si riuniscono con Korra e Asami, che sono tornate dalle loro vacanze nel Mondo degli spiriti. La riunione è interrotta quando i Nomadi dell'Aria vengono attaccati dalla triade nel Portale degli spiriti. Mako va dietro al loro leader Tokuga ma perde la lotta quando Tokuga sfrutta il braccio ferito di Mako. Bolin viene in soccorso di Mako ma Tokuga riesce a scappare. In seguito alla battaglia, Korra bacia Asami per il sollievo, portando Mako, Bolin, Jinora e Opal a scoprire la loro relazione.

## Abilità
Come ufficiale di polizia, Mako usa una moto come suo veicolo preferito, mostrando grande abilità nel manovrarla su terreni scivolosi e persino incorporando il suo dominio del fuoco come booster per estendere la distanza dei suoi salti e stabilizzarsi dopo un incidente vicino.

### Dominio del fuoco
Mako è molto abile nel dominio del fuoco che utilizza le tecniche di arti marziali cinesi di Changquan, Shaolinquan, Longxingquan e Xingyiquan. Il dominio del fuoco rappresenta l'elemento del potere, ed è classificato come il più aggressivo delle "quattro arti flettenti". L'estinzione del fuoco comporta "stili esterni" che danno la priorità al proprio lavoro di gambe (in contrapposizione alle braccia) e sottolinea "il combattimento con le mani"; gli scioperi altamente tecnici hanno lo scopo di "estendersi il più possibile" senza compromettere l'equilibrio. Questo ha lo scopo di sacrificare la difesa per l'ottimizzazione preventiva e la guerra di logoramento.
Mako implementa "un moderno stile ibrido-arti marziali di dominio del fuoco" che ha sviluppato come atleta pro-flessione; che coinvolge principalmente una serie di schemi difensivi di tessitura e schivata, seguiti rapidamente da successivi spruzzi di offesa. Questa tecnica compensa l'intrinseca mancanza di difesa del dominio del fuoco; rende Mako capace di sconfiggere un intero team pro-piegante da solo. Al di fuori del piegamento pro, Mako ha dimostrato grande abilità nel combattimento tradizionale con il fuoco. La forza grezza del suo raggio di fuoco è considerevole, poiché è in grado di controbilanciare un'esplosione ampia e spietata.

#### Generazione di fulmini
Mako è abbastanza abile da generare un fulmine e lo reindirizza, dopo aver appreso le abilità del suo ex capo, Lightning Bolt Zolt. È in grado di generarlo da entrambe le mani rapidamente con poco tempo di ricarica e nessun movimento del braccio ed è anche in grado di mantenere il bullone per diversi secondi. Ha usato il fulmine per un lavoro in una centrale elettrica a Città della Repubblica e può usarlo efficacemente in combattimento. Inoltre, Mako è in grado di generare un fulmine nelle situazioni più stressanti. Per esempio, quando il leader egonista Amon aveva fatto in modo che Mako si fosse trattenuto per mezzo dell'azione del sangue, Mako era in grado di mantenere la chiarezza nella sua mente per evocare un fulmine preciso direttamente ad Amon nonostante la sua situazione.

## Altri media
Insieme a suo fratello Bolin, Mako è presente in Republic City Hustle, il primo dei tre cortometraggi focalizzati sui personaggi, pubblicato da Nickelodeon prima della première di settembre della seconda stagione de La leggenda di Korra. In questo corto, due giovani Mako e Bolin vengono mostrati mentre vivono per strada, dove "entrano nel mondo sotterraneo dominato dalla criminalità di Città della Repubblica".
Mako appare nei libri The Legend of Korra Revolution e Endgame, due romanzi che insieme adattano la prima stagione della serie.